# Dino Viérin
Dino Viérin (Aosta, 21 de novembre de 1948) és un polític valdostà, militant de la Unió Valldostana. Després de les eleccions regionals de 1993 UV va recuperar el poder i va formar un govern de coalició amb el Partit Democràtic d'Esquerra i la Federació dels Verds, que es va repetir a les eleccions regionals de 1998. El 2002 va haver de dimitir per haver estat acusat de corrupció i frau, en el que se li demanava la inhabilitació per 18 mesos.